# Escaro
Escaro (in catalano Escaró) è un comune francese di 98 abitanti situato nel dipartimento dei Pirenei Orientali nella regione dell'Occitania.

## Geografia fisica

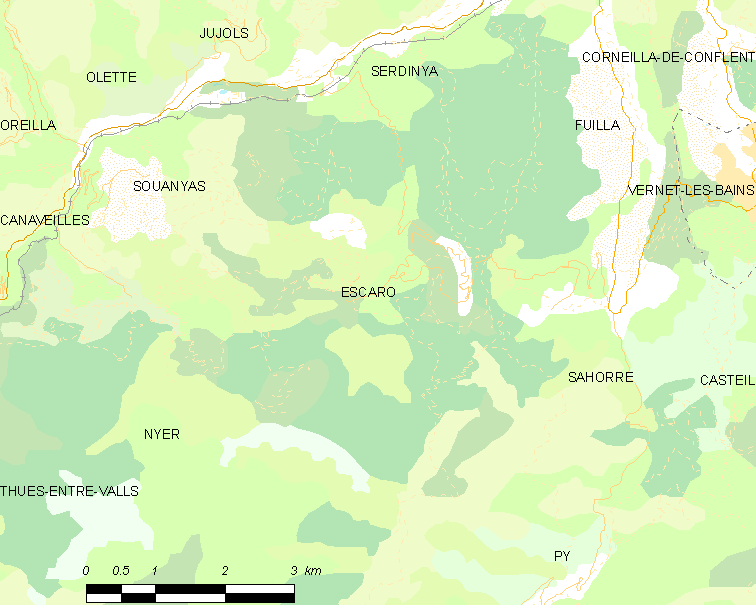
Situazione di Escaro

## Società

### Evoluzione demografica
Abitanti censiti